# Кэй Фрэнсис
Кэй Фрэнсис (англ. Kay Francis, 13 января 1905 — 26 августа 1968) — американская театральная и киноактриса. После недолгой карьеры на Бродвее в конце 1920-х годов открыла для себя карьеру в кино, добившись наибольшего успеха в период с 1930 по 1936 год, будучи при этом звездой № 1 на студии «Warner Bros.», а также самой высокооплачиваемой актрисой США.

## Юные годы
Фрэнсис, урождённая Катарина Эдвина Гиббс, родилась 13 января 1905 года в Оклахома-Сити. Её мать, Кэтрин Гиббс, была актрисой и владелицей сети актёрских школ. Воспитанная в религиозной семье Фрэнсис в юности училась в нескольких католических школах, а после поступила в одну из актёрских школ матери, находившуюся в Нью-Йорке. Там же в возрасте 17 лет Кэй вышла замуж за состоятельного бизнесмена из Массачусетса. Брак оказался недолгим и спустя три года они развелись. После этого Кэй некоторое время жила в Париже, где познакомилась со своим будущим мужем атлетом Биллом Гастоном.
По возвращении в США Фрэнсис решила пойти по стопам матери и стать актрисой. Её театральный дебют состоялся в пьесе «Гамлет» на Бродвее в ноябре 1925 года. После этого Фрэнсис в течение двух лет гастролировала с одной из театральных трупп по городам США, а в 1927 году вновь вернулась на Бродвей в пьесе «Преступление», где вместе с ней играла начинающая тогда актриса Сильвия Сидни.
После развода с Гастоном Кэй стала встречаться со светским плейбоем Аланом Райаном-младшим, ради которого она была готова бросить карьеру и посвятить себя их будущей семье. Но этого ей не удалось и спустя пару месяцев она вновь появилась на Бродвее в пьесе Венера. В 1928 году, во время выступлении в пьесе Великий Элмер, Фрэнсис познакомилась со знаменитым актёром Уолтером Хьюстоном, который посоветовал ей начать карьеру в кино. Кэй прислушалась к его совету и спустя год дебютировала на нью-йоркской студии «Paramount» в фильме «Кокосовые орешки».

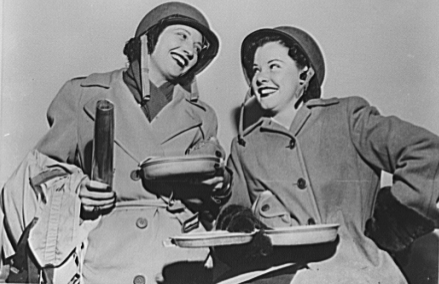
С Митци Мэйфейер в годы Второй мировой

## Карьера в Голливуде
К тому времени нью-йоркские киностудии стали перемещаться в Голливуд и Кэй Фрэнсис, наряду со многими кинозвёздами, такими как Хэмфри Богарт, Барбара Стэнвик и Алин Макмагон, также переехала в Калифорнию. Там, за довольно короткий срок, Фрэнсис добилась успеха в кинокарьере, став одной из величайших звёзд начала 1930-х годов, а также одной из самых высокооплачиваемых актрис США. В этот период она снялась в таких фильмах, как «Неприятности в раю» (1932), «Синара» (1932), «Путешествие в одну сторону» (1932), «Новый рассвет» (1937) и многих других. Отличительной чертой Кэй стал её дефект речи: она не выговаривала звуки «r» и «l», произнося их как «w», из-за чего получила прозвище «Wavishing Kay Fwancis». Её карьера пошла на спад в конце 1930-х годов, когда у Фрэнсис возникли конфликты с владельцами некоторых киностудий.
Последним фильмом, где у Кэй была крупная роль, которую она получила благодаря знаменитой актрисе тех времён Кэрол Ломбард, стала картина «Лишь на словах» (1939). После этого она стала сниматься лишь во второстепенных ролях, появившись в таких фильмах как «Это свидание» (1940), «Маленькие мужчины» (1940), «Тётушка Чарлея» (1941) и некоторых других.
Во время Второй мировой войны Фрэнсис много гастролировала по военным базам США, а также возобновила свою театральную карьеру, которая продолжалась недолго, и в 1948 году Кэй прекратила актёрскую деятельность.

## Личная жизнь
Помимо двух браков в 1920-е годы, Фрэнсис ещё трижды была замужем, и все три брака заканчивались разводом. Последующие годы жизни Кэй прожила тихой жизнью в своей квартире на Манхэттене. В 1966 году у неё был диагностирован рак груди и несмотря на мастэктомию болезнь не удалось остановить. Кэй Фрэнсис умерла в Нью-Йорке 26 августа 1968 года в возрасте 63 лет.

## Избранная фильмография
- 1929 — Кокосовые орешки — Пенелопа
- 1929 — Опасные повороты — Зара Флинн
- 1929 — Иллюзия — Зелда Пакстон
- 1930 — Улица удачи — Алма Марсден
- 1930 — Армейский парад — Кармен
- 1930 — Лотерея — Гвен
- 1932 — Неприятности в раю — Мадам Мариэтт Коле
- 1932 — Синара — Клеменси Варлок
- 1932 — Путешествие в одну сторону — Джоан Эймс
- 1934 — Британский агент — Елена Мура
- 1937 — Новый рассвет — Джулия Эштон Уистер
- 1937 — Первая леди — Люси Чейз Уэйн
- 1939 — Лишь на словах — Мэйда Уолкер
- 1940 — Это свидание — Джорджия Дрейк
- 1940 — Маленькие мужчины — Джо Марч
- 1941 — Тётушка Чарлея — Донна Лючия
- 1942 — Всегда в моём сердце — Марджори Скотт